# Ceftolozán/tazobaktám
A ceftolozán/tazobaktám (TOL-TAZ) a Zerbaxa márkanév alatt értékesített, kombinációs antibiotikum. Súlyos húgyúti és hasüregi fertőzések kezelésére alkalmazzák. A ceftolozán egy cefalosporin antibiotikum, amelyet a hagyományos antibiotikumokkal szemben rezisztens Gram-negatív baktériumok kezelésére fejlesztettek ki.
A ceftolozánt a β-laktamáz inhibítor tazobaktámmal kombinálják, amely megvédi a ceftolozánt a bomlástól. Az Egyesült Államokban 2014-ben engedélyezték ezt a kombinációt gyógyszerként.

## Hatásspektruma
A ceftolozán-tazobaktám in vitro aktivitását öt, egymástól független gyógyszerfelügyeleti vizsgálatban tanulmányozták Európában és Észak Amerikában. A ceftolozán-tazobaktám hatásos volt a Pseudomonas aeruginosa ellen. Ez a kórokozó jellemzően több hatóanyagra rezisztens, és a kórházi fertőzések gyakori oka. A Pseudomonas aeruginosa izolátumok 90 %-át már 4 μg/ml koncentrációban gátolta (MIC90), ezzel az egyik leghatásosabb antibiotikum a klinikai alkalmazásban a kórokozó ellen.
Ugyanezekben a vizsgálatokban a ceftolozán-tazobaktám 1 μg/ml-nál kisebb MIC90 értéket mutatott az Escherichia coli, Citrobacter koseri, Morganella morganii, Proteus mirabilis, Salmonella törzsek és Serratia marcescens esetében. Valamivel gyengébb aktivitást figyeltek meg a Klebsiella és az Enterobacter törzseknél, a kiterjedt spektrumú laktamázt (ESBL) termelő Klebsiella pneumoniae esetében a MIC90 értéke nagyobb volt, mint 32 μg/ml.

## Klinikai farmakológia
A ceftolozán antibiotikum és a béta-laktamázgátló 2:1 arányú keveréke szinergikus hatást fejt ki a baktériumtörzsekre.
A ceftolozán közvetlenül gátolja a penicillint kötő fehérjéket (PBPs), ami a sejtfal szintézisének megakadályozását és a baktérium sejtpusztulását okozza. Kimutatták, hogy a ceftolozánnak nagyobb az affinitása a PBP-kre, mint a ceftazidimnak és az imipenemnek.
A ceftolozánhoz hozzáadott tazobaktám javítja az aktivitás spektrumát a rezisztens törzsekkel szemben, ide értve a ESBL-termelő organizmusokat.